# جونغو كونو
جونغو كونو (باليابانية: 河野 淳吾) (9 يوليو 1982 في كاناغاوا في اليابان – )؛ هو لاعب كرة قدم ياباني سابق كان يلعب كمدافع.

## وصلات خارجية
- جونغو كونو على موقع رابطة كرة القدم اليابانية للمحترفين (اليابانية)